# Nürnberg Falcons BC
O Nürnberg Falcons Basketball Club é um clube empresa de basquetebol masculino com sede em Nuremberga, Alemanha que atualmente disputa a ProA, correspondente a segunda divisão germânica. O clube manda seus jogos no KIA Metropol Arena com capacidade para 4.000 espectadores.

## Histórico de Temporadas
| Temporada | Nível | Liga | Pos.     | Resultado         |
| --------- | ----- | ---- | -------- | ----------------- |
| 2013-14   | 2     | ProA | 6        | Semifinalista     |
| 2014–15   | 2     | ProA | 6        | Semifinalista     |
| 2015–16   | 2     | ProA | 8        | Quartas de Finais |
| 2016–17   | 2     | ProA | 12       |                   |
| 2017-18   | 2     | ProA | 12       |                   |
| 2018–19   | 2     | ProA | 3        | Finalista         |
| 2019-20   | 2     | ProA | COVID 19 | COVID 19          |
| 2020-21   | 2     | ProA | 14       |                   |
| 2021-22   | 2     | ProA | 9        |                   |
| 2022-23   | 2     | ProA | 12       |                   |
| 2023-24   | 2     | ProA | 12       |                   |
| 2024-25   | 2     | ProA | 13º      |                   |
| 2025-26   | 2     | ProA |          |                   |

## Ligações Externas
- Nürnberg Falcons BC no Facebook
- Nürnberg Falcons BC no X
- Nürnberg Falcons BC no Instagram